# Małgorzata Jaworska (pianistka)
Małgorzata Jaworska (ur. 28 grudnia 1955 w Krakowie) – polska pianistka i pedagog.

## Życiorys
Ukończyła Eksperymentalne Studium Muzyczne w Krakowie w trybie eksternistycznym, będąc przygotowaną do egzaminu z fortepianu przez prof. Irenę Rolanowską (1970). Absolwentka IX Liceum Ogólnokształcącego im. Zygmunta Wróblewskiego w Krakowie (1974). W 1975 ukończyła Państwową Szkołę Muzyczną II st. im. Władysława Żeleńskiego w Krakowie w klasie fortepianu prof. Ludwika Stefańskiego (dyplom z wyróżnieniem).
Absolwentka Akademii Muzycznej w Krakowie, gdzie studiowała w klasie fortepianu prof. Ludwika Stefańskiego i pod kierunkiem prof. Ewy Bukojemskiej. Po ukończeniu studiów w 1980 rozpoczęła działalność koncertową.
Od 1984 roku mieszka na stałe w Norwegii, gdzie grała na wielu koncertach. Występowała dla JKW Księcia Haakona, następcy tronu, oraz JKW Księżnej Mette-Marit. Brała udział w „Trzech polskich dniach” w Trondheim (2008), grając recital zorganizowany z okazji dziesięciolecia działalności Konsulatu RP w Trondheim.
Pianistka przyczyniła się do renesansu zapomnianego przez ponad 100 lat norweskiego kompozytora, ucznia F. Chopina, Thomasa D.A. Tellefsena. Wykonywała jego utwory w wielu miastach  w Norwegii.
W Polsce grała kompozycje Tellefsena wielokrotnie w Krakowie (Akademia Muzyczna w 2010, Dom Polonii), w Warszawie (koncert monograficzny w Akademii Muzycznej w 1999), a z Filharmonią Rzeszowską wykonała jego Koncert g-moll op. 8 (premiera polska, 2006). W 2014 i w 2016 występowała z utworami tego kompozytora w Wiedniu.
Małgorzata Jaworska utrwaliła też wszystkie solowe utwory Thomasa Tellefsena na czterech płytach CD w polskiej firmie Acte Préalable w latach 1999–2007 (premiera światowa). Nagrania te zostały zadedykowane JKM Królowej Sonji dla upamiętnienia jej 70. urodzin (4 lipca 2007).
Pianistka nagrała też w Polsce płytę CD z utworami F. Chopina, E. Griega i L. van Beethovena (1989).
Małgorzata Jaworska była członkinią Honorowego Komitetu Norweskich Obchodów Roku Chopina 2010 przy Ambasadzie RP w Oslo. Pianistka wystąpiła też z recitalem na uroczystym zakończeniu obchodów Roku Chopinowskiego w Norwegii, w siedzibie Ambasady RP w Oslo (1 marca 2011).
Zdobyła tytuł Wybitny Polak w Norwegii 2013 w kategorii Kultura.
Córka Teresy Jaworskiej z Prażmowskich i Juliana Jaworskiego oraz siostra Marii Jaworskiej-Michałowskiej.